# Museo "Le miniere" di Pezzaze
Il Museo "Le miniere" di Pezzaze si trova nell'Alta Val Trompia, in provincia di Brescia, lungo quella che è stata detta Via del Ferro della Valtrompia. Non più attiva, la miniera Marzoli di Pezzaze, che costituisce il nucleo principale del museo, è oggi stata trasformata in un sito di archeologia industriale visitabile a pagamento.
Insieme ad essa, la Via del Ferro conta anche la Miniera S. Aloisio Tassara di Collio, il Museo il Forno di Tavernole, il Museo I Magli di Sarezzo e il Museo il Maglio Averoldi di Ome.

## Storia
La miniera Marzoli è stata una miniera aperta nel 1886 per estrarre ferro e altri materiali, voluta dal comune di Pezzaze. Parte di questi metalli andava alla fabbrica della Fratelli Beretta, che la utilizzavano per le loro armi. La miniera è stata chiusa nel 1978 a causa della scarsa produttività.
Dagli anni novanta si può visitare, percorrendo il primo tratto a bordo di un trenino di tipo Decauville, mentre il tratto successivo si può percorrere soltanto a piedi. L'apertura del sito è stata possibile grazie alla musealizzazione della via del ferro della Valtrompia voluta dalla Comunità montana e dal Sistema museale di Valtrompia unitamente all'Agenzia Parco minerario dell'alta Valtrompia. Nel 2011 l'agenzia del Parco Minerario è stata messa in liquidazione e il complesso museale riaffidato ad una nuova gestione